# Breda di Piave
Breda di Piave – miejscowość i gmina we Włoszech, w regionie Wenecja Euganejska, w prowincji Treviso.
Według danych na rok 2004 gminę zamieszkuje 6348 osób, 253,9 os./km².